# Il collezionista di ossa (film)
Il collezionista di ossa (The Bone Collector) è un film del 1999 diretto da Phillip Noyce, tratto dall'omonimo romanzo di Jeffery Deaver del 1997, primo del ciclo dedicato a Lincoln Rhyme.
Le riprese del film si svolsero dal 21 settembre 1998 all'11 dicembre 1998.

## Trama
New York, 1999. Lincoln Rhyme è un criminologo divenuto tetraplegico in seguito ad un incidente accaduto mentre esaminava la scena di un delitto, quattro anni prima. Rhyme, stanco della propria condizione, progetta di togliersi la vita con l'aiuto di un amico medico; questi acconsente ad assisterlo, prendendo tuttavia tempo per dare modo a Rhyme di rifletterci. Nel frattempo, i coniugi Alan e Lindsay Rubin vengono rapiti da un misterioso individuo che si finge tassista. Rhyme viene contattato dall'amico e detective Paulie Sellitto e dal partner di questi, il giovane Kenny Solomon, che gli chiedono di occuparsi del caso; Rhyme, inizialmente riluttante, accetta.
Il giorno dopo, la poliziotta Amelia Donaghy rinviene durante un giro di pattuglia il corpo di Alan Rubin sepolto nella ghiaia accanto ai binari di una linea ferroviaria. Amelia trova anche degli strani indizi lasciati appositamente dal killer e, nonostante manchi dell'addestramento necessario, gestisce la situazione con grande perizia, fotografando la scena del crimine e mantenendola intatta fino all'arrivo della Scientifica e della Squadra Omicidi. L'abilità di Amelia impressiona molto Rhyme, ma lascia del tutto indifferente l'incapace detective Howard Cheney, subentrato a Rhyme come capo dell'unità dopo l'incidente.
Rhyme, colpito dal talento di Amelia, la prende nella propria squadra per lavorare al caso. Rhyme capisce che Lindsay Rubin è ancora viva e intuisce anche come e quando il killer la ucciderà; ciononostante, la squadra non riesce ad intervenire in tempo e la donna muore. Amelia, guidata da Rhyme, esplora la scena del crimine, trovando nuovi indizi, ma cede ai nervi quando il criminologo le ordina di segare le mani della donna per prelevare le manette con cui è stata legata. Amelia decide di abbandonare la squadra di Rhyme, ma Solomon riesce a farle cambiare idea.
Il killer cattura una terza vittima, un giovane studente, e lo rinchiude in un mattatoio abbandonato. Rhyme e la squadra, interpretando gli indizi che il killer ha lasciato sul luogo dell'omicidio di Lindsay Rubin, riescono a localizzare il mattatoio, ma anche questa volta arrivano troppo tardi: il ragazzo è già morto, divorato dai ratti. Amelia, guidata da Rhyme, esamina ancora una volta la scena del crimine con rinnovata sicurezza, rinvenendo i consueti indizi lasciati dal killer, ma è costretta a consegnarli a Cheney, che pretende di assumere il comando delle operazioni. Cheney, prevedibilmente, viene beffato dal killer e finisce con il risalire alla persona sbagliata.
Amelia, approfittando del clamoroso fallimento di Cheney, porta a Rhyme uno degli indizi, un pezzetto di carta con dei simboli simile ad altri due trovati sui luoghi degli omicidi dei coniugi Rubin e, mettendo insieme i frammenti, scoprono che il killer sta indicando loro un romanzo poliziesco di inizio secolo, il Collezionista di Ossa, di cui l'assassino sta replicando tutti i delitti descritti. Amelia, grazie alle informazioni fornite dal romanzo, trova le vittime successive, un uomo anziano con la nipotina legati sotto un molo e lasciati ad annegare, riuscendo tuttavia a salvare solo la bambina. Anche questa volta il killer lascia degli indizi e Amelia riesce ad interpretarli senza l'aiuto di Rhyme, giungendo ad una scioccante conclusione: la prossima vittima del killer sarà lo stesso Rhyme.
Il killer si rivela essere Richard Thompson, il tecnico sanitario responsabile della manutenzione delle macchine di Rhyme. Questi uccide brutalmente Thelma, l'infermiera di Rhyme, e Cheney, dopodiché racconta allo stupefatto criminologo la propria storia: Thompson è in realtà Marcus Andrews, un ex tecnico della Scientifica licenziato e finito in galera anni prima a causa di una perizia stesa dallo stesso Rhyme che dimostrava che Andrews aveva inquinato la scena di un delitto, portando all'arresto di sei innocenti. Tutti gli omicidi commessi erano un atto di sfida nei confronti di Rhyme e ora Andrews si appresta ad ucciderlo; Rhyme, astutamente e nonostante la paralisi, riesce a tenerlo a bada fino all'arrivo di Amelia, che uccide Andrews un attimo prima che questi accoltelli Rhyme.
La scena finale mostra un Rhyme rinvigorito e deciso a continuare a vivere mentre festeggia il Natale a casa propria circondato da tutti i suoi amici e parenti; accanto a lui, c'è anche Amelia, ed è implicito che i due ora siano compagni anche nella vita, oltre che sul lavoro.

## Citazioni
- In una scena del film, alle spalle del detective Cheney seduto nel suo ufficio si nota il poster della tragedia Un ispettore in casa Birling (An Inspector Calls) di John Boynton Priestley.

## Doppiaggio italiano
L'edizione italiana del film è stata curata dalla Columbia TriStar Films Italia e con la supervisione dei dialoghi curata da Marco Mete. Il doppiaggio italiano, diretto da Manlio De Angelis, fu eseguito dalla SEFIT-CDC.

## Incassi
Il film ha incassato a livello mondiale 151493655 $, di cui 66518655 $ negli Stati Uniti.